# Alec Ingold
Alec Ingold (Green Bay, 9 luglio 1996) è un giocatore di football americano statunitense che milita nel ruolo di fullback per i Miami Dolphins della National Football League (NFL).

## Carriera

### Oakland/Las Vegas Raiders
Al college Ingold giocò a football a Wisconsin. Dopo non essere stato scelto nel Draft NFL 2019 firmò con gli Oakland Raiders. Disputò la sua prima gara come titolare nel Monday Night Football contro i Denver Broncos il 9 settembre. Il primo touchdown lo segnò nel decimo turno, nella vittoria per 26-24 sui Los Angeles Chargers. Nella settimana 15 ricevette 3 passaggi per 22 yard nella sconfitta per 20-16 contro i Jacksonville Jaguars.
Il 21 settembre 2020, nel Monday Night Football contro i New Orleans Saints, Ingold segnò il primo touchdown dei Raiders nella storia dell'Allegiant Stadium nella vittoria per 34–24.
Nella settimana 10 della stagione 2021, Ingold si ruppe il legamento crociato anteriore, perdendo il resto della stagione.

### Miami Dolphins
Il 17 marzo 2022 Ingold firmò un contratto biennale da 6,5 milioni di dollari con i Miami Dolphins.
Il 31 agosto 2023 Ingold firmò un nuovo contratto triennale con i Dolphins. A fine stagione fu convocato per il suo primo Pro Bowl.

## Palmarès
- Convocazioni al Pro Bowl: 1

2023